# 119-es busz (Kecskemét)
A kecskeméti 119-es jelzésű autóbusz a Vasútállomás és a Knorr-Bremse között közlekedik. A viszonylatot a Kecskeméti Közlekedési Központ megrendelésére az Inter Tan-Ker Zrt. üzemelteti.

## Története
Közlekedése 2020. március 24. és 2020. április 19. között szünetelt.

## Útvonala
| Noszlopy Gáspár park felé | Homokbánya Kollégium felé |
| --- | --- |
| Homokbánya Kollégium vá. – Homokkő utca – Vályogvető utca – Téglás utca – Izsáki út – Könyves Kálmán körút – Wéber Ede utca – Mérleg utca – Kiskőrösi út – Könyves Kálmán körút – Szent László körút – Kiskunfélegyházai út – Mercedes út – Daimler I. kapu vá. | SMP vá. – Daimler út – – Kiskunfélegyházai út – Mercedes út – Daimler I. kapu vá. – Mercedes út – Kiskunfélegyházai út – Szent László körút – Könyves Kálmán körút – Izsáki út – Boróka utca – összekötő út – Vályogvető utca – Homokkő utca – Homokbánya Kollégium vá. |

## Megállóhelyei
| 0  | Vasútállomás végállomás                             | 29 |  | 1                                      |
| 2  | Cifrapalota                                         | 27 |  | 1                                      |
| 4  | Piaristák tere (↓) Katona József Színház (↑)        | 26 |  | 1, 11, 11A, 34, 34A Helyközi buszok    |
| 6  | Naív Művészeti Muzeum (↓) Dobó körút (↑)            | 25 |  | 1                                      |
| 8  | Katona Gimnázium                                    | 23 |  | 1                                      |
| 10 | Kodály Iskola                                       | 21 |  | 1                                      |
| 11 | Egyetem (GAMF)                                      | 20 |  | 1 Helyközi buszok                      |
| 13 | Vízmű utca                                          | 19 |  | 1, 11, 11A, 19 Helyközi buszok         |
| 14 | Bagoly Egészségház (↓) Könyves Kálmán körút 64. (↑) | 17 |  | 6, 15D, 28 Helyközi buszok             |
| 15 | Kullai köz                                          | 16 |  | 28                                     |
| 17 | Kadafalvi út                                        | 14 |  | 28                                     |
| 18 | Vályogtető utca                                     | 13 |  | 28                                     |
| 19 | Homokbányai Kollégium                               | 12 |  | 6, 15D                                 |
| 20 | Laktanya,bejárati út                                | 11 |  | 6, 15D                                 |
| 21 | Csőszház                                            | 10 |  | 6, 15D                                 |
| 22 | Bíró Lajos utca                                     | ∫  |  | 6, 15D                                 |
| 23 | Mérleg utca                                         | ∫  |  | 6, 15D                                 |
| ∫  | Róna utca                                           | 9  |  | 6, 15D                                 |
| ∫  | Kisdobos utca                                       | 8  |  | 6, 15D                                 |
| ∫  | TÜZÉP                                               | 7  |  | 6, 15D                                 |
| 27 | Szövetség utca                                      | 4  |  | 6, 15D                                 |
|    | (Mercedes 1. kapu)                                  |    |  | 6, 15D                                 |
| 29 | AXON                                                | 2  |  | 6, 15D                                 |
| 30 | Nissin Foods                                        | 0  |  | 6, 15D                                 |
| 31 | Knorr-Bremse végállomás                             | 0  |  | 2D, 12D, 14D, 15D, 21D Helyközi buszok |